# ماریا ماندر
ماریا ماندر (انگلیسی: Maria Maunder؛ زادهٔ ۱۹ مارس ۱۹۷۲) قایقران روئینگ اهل کانادا است.